# WASP-37
WASP-37とは、おとめ座の方向に位置する黄色い主系列星である。

## 特徴
| 太陽 | WASP-37   |
| ---- | --------- |
| 太陽 | Exoplanet |

WASP-37の金属量は太陽のわずか40%と低く、太陽よりも古い恒星であると考えられている。WASP-37には目立ったフレア活動は観測されていない。

## 惑星系
WASP-37の周囲を公転しているホット・ジュピターに分類される太陽系外惑星WASP-37bは2010年に発見された。2018年の研究では、仮にWASP-37のハビタブルゾーンに惑星が存在している場合、その惑星の軌道の安定性はWASP-37bによって大きな影響を受けないことが判明した。
| 名称 （恒星に近い順） | 質量         | 軌道長半径 （天文単位） | 公転周期 (日)       | 軌道離心率 | 軌道傾斜角 | 半径               |
| --------------------- | ------------ | ----------------------- | ------------------- | ---------- | ---------- | ------------------ |
| b                     | 1.79±0.17 MJ | 0.045±0.002             | 3.5774807±0.0000019 | 0          | 88.78°     | 1.16+0.07 −0.06 RJ |